# Arturo Casado
Arturo Casado, född den 26 januari 1983 i Madrid, är en spansk friidrottare som tävlar i medeldistanslöpning.
Casado tävlar huvudsakligen på 1 500 meter och vid VM 2005 slutade han på femte plats. Året efter var han i final vid EM 2006 i Göteborg där han slutade fyra. Hans första mästerskapsmedalj vann han vid inomhus-EM 2007 då han blev bronsmedaljör. Samma år slutade han sjua vid VM i Osaka.
Under 2008 blev han fyra vid inomhus-VM och vid Olympiska sommarspelen 2008 missade han finalen. Inte heller vid VM 2009 tog han sig vidare till final. Däremot blev han guldmedaljör vid EM 2010 i Barcelona.

## Personliga rekord
- 1 500 meter - 3.32,70 från 2010